# François Van Haesendonck
François Van Haesendonck (Antwerpen, 9 juni 1923 – Malle, 4 oktober 2009) was een Belgische judoka en judo-leraar. 

## Levensloop
Hij kwam voor het eerst in contact met judo op 22-jarige leeftijd medio 1946, nadat zijn broer Camiel toevallig te Schelle judopionier Felix De Smedt had ontmoet die aldaar in mei 1946 onder naam Jūdō en Jūjutsu Academie Bushidō-Kwai de eerste Belgische judoclub had gesticht. Later dat jaar, op vraag van de Van Haesendonck’s stichtte De Smedt samen met hen begon hij op Ojigi お辞儀 (letterlijk: “Het groeten”), de tweede judoclub van België, dit in een achterkamer van Café De Familiekring, gelegen aan de Abdijstraat op Antwerpen Kiel, en dat werd opengehouden door de ouders Van Haesendonck. De stichting van beide Vlaamse clubs gingen vooraf aan de stichting in november 1947 van de eerste Waalse club, de Jūdō Club de Charleroi, door Jean-Marie Falise.
In Vlaanderen waren het vooral De Smedt en François Van Haesendonck die verantwoordelijk waren voor het onderricht in de eerste Vlaamse judoclubs. Via ontmoetingen met de Nederlander Maurice Van Nieuwenhuizen maar vooral via de Fransman Jean de Herdt, de Franse nationale en meervoudige Europese kampioen, slaagden zij erin hun judokennis gevoelig uit te breiden. Het waren de Walen Georges Ravinet en Jean-Marie Falise die in de lente van 1949 de club van Kawaishi hadden bezocht in Parijs en daar in contact waren gekomen met Jean de Herdt. Ze slaagden erin om de Herdt te overtuigen om vanaf mei 1949 met regelmaat elke woensdag naar België af te reizen om zijn kennis hier te delen en de Belgische judoka op een hoger niveau te brengen.
Samen met De Smedt waren de broers Van Haesendonck in oktober 1950 stichter van de Belgische Amateur Jūdō Associatie (BEL.A.J.A.). Tussen 1952-1955 won van Haesendonck jaarlijks zonder onderbreking de titel bij de “nationale” Belgische Kampioenschappen georganiseerd door BEL.A.J.A., alvorens in 1955 een ernstig turnongeval met blijvende gevolgen aan zijn been definitief zijn judowedstrijdcarrière zou beëindigen. Aangezien deze organisatie nagenoeg enkel actief was in Vlaanderen hoeft het geen betoog dat een aantal van de sterkste Belgische judoka (o.m. Georges Ravinet, Jean-Marie Falise, Willy Struelens, Daniel Outelet) hieraan niet meededen maar zelf de nationale judotitel wegkaapten bij de Belgische Federale Judo en Jujutsu Vereniging (BFJJV/AFBJJ).
De perceptie van veel Vlamingen was dat binnen de BFJJV de taalproblemen, achterstelling van de Vlamingen, nepotisme en lokale rivaliteit heersten. Om dezelfde redenen besloot Van Haesendonck op 23 oktober 1950 ontslag te nemen uit de BFJJV  Met zijn daad werd de eerste stap gezet in een eerste en belangrijk schisma binnen het Belgische judo, dat vérstrekkende gevolgen zou hebben.
Van Haesendonck werd later een van de eerste Vlaamse 5de dan-houders bij de Belgische Jūdō Bond (BJB). Hij behaalde nooit de 6de dan-graad omdat hij weigerde hiervoor examen af te leggen en meende dat omwille van zijn pioniersrol hij deze graad als erepromotie verdiende; erepromoties behoorden echter statutair niet tot de opties voorzien in het promotiereglement van de BJB.
Gevolg gevend aan zijn interesse voor andere gevechtssporten begon Van Haesendonck zich vanaf 1954 meer toe te leggen op een eigen zelfverdedigingssysteem, een vorm van modern Westers jūjutsu. Uit Frankrijk importeerde Van Haesendonck het karate in België. Hij lag tevens aan de grondslag van de oprichting van de Belgische Jujutsu Federatie-Vlaamse Vleugel (BJJF-VV) in 1988 en van haar opvolger, de in juni 2000 gecreëerde Vlaamse Jujutsu Federatie (VJJF). In 2001 ontving Van Haesendonck vanwege de VJJF promotie tot 9de dan in (modern) jūjutsu.
François Van Haesendonck overleed op 4 oktober 2009 in het Academisch Ziekenhuis Sint-Jozef te Malle. Overeenkomstig zijn wilsuiting werd zijn lichaam geschonken aan het Anatomisch Instituut van de Universiteit Antwerpen.